# 민서연
민서연(본명: 최지희, 1987년 2월 12일 ~ )은 대한민국의 2009년 미스코리아 미(美) 출신 모델이다.

## 프로필
- 출생 : 1987년 2월 12일
- 신체 : 173.8cm, 50kg
- 학력 : 동덕여자대학교 모델과
- 수상 : 2009년 미스코리아 미(美) 한국일보, 2009년 미스코리아 경기 진(眞)

## 같이 보기
- 2009년 미스코리아
- 미스코리아 경기